# Mario Forever
Mario Forever (с англ. — «Марио Навсегда»), также известная как Super Mario Bros. 3: Mario Forever — фанатская видеоигра в жанре платформер по мотивам популярной игры Super Mario Bros. Игра выпущена польской компанией Buziol Games Software в 2003 году и поддерживается компанией Softendo Games, в разработке игры использован конструктор игр Multimedia Fusion.

## Игровой процесс
Разработчики постарались максимально передать атмосферу консольной версии игры. Игровая механика осталась прежней, но в отличие от оригинальных игр Super Mario Bros. и Super Mario Bros.: The Lost Levels, присутствует ряд нововведений. Теперь Марио, имея одну из различных способностей получаемых от бонусов (например, огненный цветок или тяжёлую свёклу), при контакте с противниками больше не теряет все стадии превращения и не уменьшается сразу, как это было в первой части Super Mario Bros., а теряет всего одну стадию (становится Супер Марио).
Расширен набор бонусов (англ. Power-Up), при подборе которых, дают новые способности. Ещё одним нововведением геймплея является зона сохранения (англ. Save Room), состоящая из трёх слотов сохранения в виде труб. Выбирая одну из них, Марио попадает в сюжетную линию игры, при этом после каждого полностью пройденного мира / уровня игра автоматически сохраняется, что позволяет не начинать игру с самого начала. Также в зоне сохранения присутствуют различные бонусы, которые можно взять с собой перед прохождением выбранного игроком уровня, жертвуя при этом одной или двумя жизнями Марио.
Во время прохождения стандартного или дополнительного уровня, как и в игре Super Mario World 2: Yoshi's Island, игрок может просматривать карту, но не может перемещать Марио по ней, вместо этого Марио перемещается сам на определённую точку, позволяя игроку приблизительно знать, что ждёт впереди на текущем подуровне мира. Присутствуют некоторые игровые элементы из игры Super Mario Bros. 3 и различные сцены, проигрываемые почти в каждом уровне. К более ярким примерам игровой сцены относятся — разрушение замка Боузера, различными способами, подобно сценам из игры Super Mario World.
В игре использована графика из сборника игр Super Mario All-Stars, звуки и музыка из игры Super Mario World, и Yoshi`s Island. Также помимо оригинальной графики и музыкального сопровождения, в игру были включены трекерные модули, ранее предназначенные для поддержки воспроизведения и хранения музыкальной композиций на ПК Amiga и используемые в качестве фоновой музыки на карте мира и в некоторых уровнях игры.
В более поздних версиях была добавлена музыка из игры Super Mario Bros. 3 и Super Mario RPG, обновлённая графика и визуальные эффекты.
В комплекте с игрой поставляется редактор уровней Mario Worker, с помощью которого можно создавать собственные игровые уровни.

## Сюжет
События начинаются с деревни, где живут тоады — жители Грибного королевства, но внезапно в поселение вторгается Боузер, прихватив с собой танковую дивизию, уничтожив на своём пути деревню тоадов и захватив в плен принцессу Пич. В этот момент Марио замечает, что происходит, и отправляется в погоню за Боузером. Отсюда Марио начинает приключение по Грибному королевству, побывав в 7-ми мирах. В 8-м мире Марио настигает Боузера внутри Осадной машины, где он держит принцессу Пич в подвешенной на потолке клетке. После изматывающей битвы с Боузером, Марио освобождает принцессу Пич и вместе с ней убегает прочь из Осадной машины; в этот момент вся бронетанковая техника Боузера начинает постепенно взрываться.
В конце сюжета Марио вместе c принцессой возвращаются в деревню тоадов, где жители Грибного королевства вновь радостно встречают героя.

## Миры / Уровни
Всего в основной сюжетной линий игры 8 миров, каждый из которых разбит на 4 уровня. В конце каждого четвёртого подуровня Марио предстоит сразиться с фальшивого Боузера.
В отличие от игры Super Mario Bros., есть исключения — на 2-м мире 5 уровней, и на 5-м мире 3 уровня, причём в последнем нет Боузера. В уровне 8-4 предстоит финальная битва с настоящим Боузером.
Помимо основных уровней, в игре присутствуют различные спец. уровни. Изначально в ранней версии игры присутствовал всего один спец. уровень, попасть в который можно, пройдя дальше от «зоны сохранения» (где расположены бонусы, прыгнуть как можно выше в правую часть экрана). Однако в более поздних версиях игры был включён целый ряд новых уровней. Некоторые спец. уровни первоначально недоступны в зоне сохранения, чтобы разблокировать их, нужно отыскать секретные проходы, разбросанные в разных локациях игры.

## Ремейк
После выхода шестой версии Mario Forever, игра в дальнейшем ещё долгое время не обновлялась. Позднее, 2 февраля в 2014 году в Италии был выпущен ремейк игры под названием Mario Forever Remake, сделанной на основе оригинальной версии 2.16. В дальнейшем, после выхода первого бета-релиза игры, была основана команда Mario Forever Remake Group Team (MFR Group Team), в состав которой входили независимые, среди фанатов, разработчики и дизайнеры из различных стран мира, включая и Россию. Также 30 августа в 2014 году параллельно начал стартовать второй проект Mario Forever: Minus Worlds, вошедший в состав ремейка игры. В настоящее время игра Mario Forever Remake находится в устойчивом бета-релизе, содержит несколько серий новых уровней, большинство из которых имеют свой уникальный, более сложный графический ретро-дизайн и новую окружающую атмосферную обстановку. Проект периодически обновляется, добавляя новые миры, игровые элементы, графику, музыку и т. д.